# 吉尔吉斯斯坦社会民主党
吉尔吉斯斯坦社会民主党 (Sotsial-demokraticheskaya partiya Kyrgyzstana, Kyrgyzstan sotsial-demokratiyalyk partiyasy)  吉尔吉斯斯坦政党，1993年成立，首任主席阿卜迪加内·埃尔克巴耶夫（Abdygany Erkebaev）。1999年7月30日阿尔马兹别克·阿坦巴耶夫接任主席，此后出任该国总理和总统。
2010年议会选举中，该党获得8%的选票和120个议席中的26席，在议会五大党派中排名第二。2010年吉爾吉斯革命後支持率持續上升成為執政黨，2018年正式成為社會黨國際成員。
2017年8月22日，索隆拜·熱恩別科夫代表社会民主党参加总统竞选而辞去总理职务。10月15日凭借54.77%的得票率击败其他竞争对手，在总统选举中获胜。11月24日宣誓就任吉尔吉斯斯坦第五任总统。

## SDPK 著名成员
- 索隆拜·熱恩別科夫
- 阿尔马兹别克·阿坦巴耶夫
- 萝扎·奥通巴耶娃 (至2010年5月21日（页面存档备份，存于）)
- 巴基特·别希莫夫（Bakyt Beshimov）
- 伊萨·奥穆库洛夫（Isa Omurkulov）
- 米尔别克·阿萨纳库诺夫（Mirbek Asanakunov）
- 阿塞尔·科杜拉诺娃（Asel Koduranova）
- 阿西尔别克·叶延别科夫（Asilbek Jeenbekov）
- 库巴内奇别克·卡德罗夫（Kubanychbek Kadyrov）
- 伊琳娜·卡拉马什基娜（Irina Karamushkina）
- 达米拉·尼亚扎利耶娃（Damira Niyazalieva）
- 卢斯拉·沙巴托耶夫（Rusla Shabatoev）